# Левоча, Списький град та пов'язані з ними пам'ятки культури

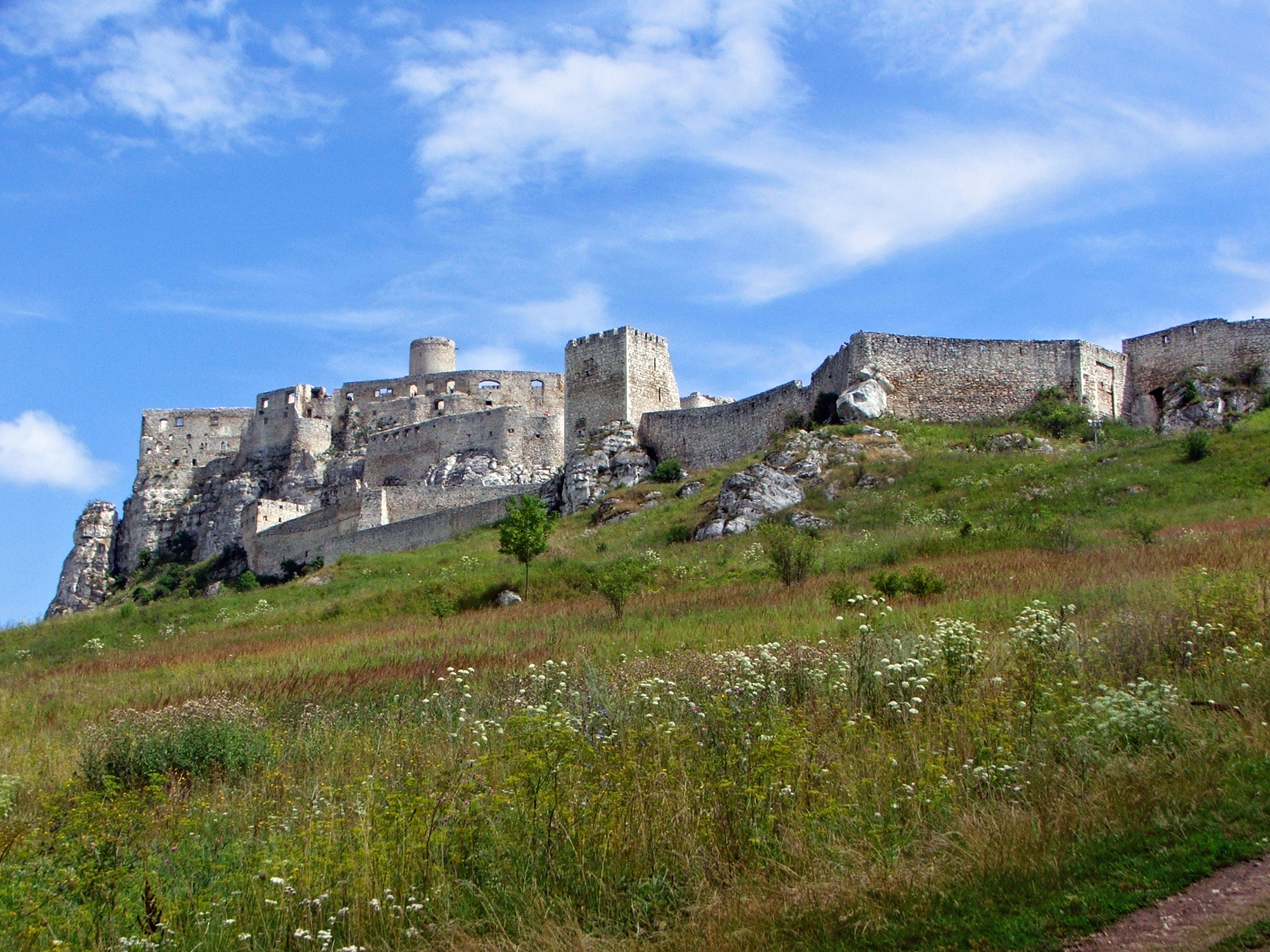
Списький град

Руїни Списького граду — одне з найбільших замкових місць у Центральній Європі.
Замок розташований над містом Спиське Подградє та селом Жегра, що разом із сусіднім церковним містом Списька Капітула є складовими частинами об'єктів всесвітньої спадщини ЮНЕСКО.
2009 року до переліка пам'яток було включено знаменитий вівтар майстра Павла з Левочі та історичний центр Левочі з багатьма ренесансовими будівлями, які добре збереглися.

## Списький Град
Замок був зведений у ХІІ столітті, і він став політичним, адміністративним, економічним та культурним центром повіту Сепеш. У різний час замок змінував свої власників:
- до 1464 року він належав угорським королям,
- до 1528 родині Заполья,
- сімейству Турзо у період з 1531 по 1635,
- сім'ї Чакі у період з 1638 по 1945,
- з 1945 року у власності держави.

Це класичний романський кам'яний замок з типованими укріпленнями, двоповерховий романським палацом та тринефною романсько-готичною базиліки, що були споруджені орієнтовно до другої половини ХІІІ століття.
Друге поселення було збудовано у XIV столітті, що подвоїло площу замку. Замок був повністю перебудований у XV столітті. Стіни замку були підвищені та площа поселення була знову розширена.
Каплиця в готичному стилі була прибудована близько 1470 року. Клан Саполяї змінив зовнішній вигляд замку і добудував його в готичному стилі. Завдяки перебудові верхній замок став комфортною сімейною резиденцією, типовою для замків періоду пізнього Відродження XVI — XVII століть.
1780 року замок згорів і з того часу знаходиться в руїнах. Він був частково реконструйований у другій половині XX століття, і на місці були проведені обширні археологічні дослідження.

## Левоча

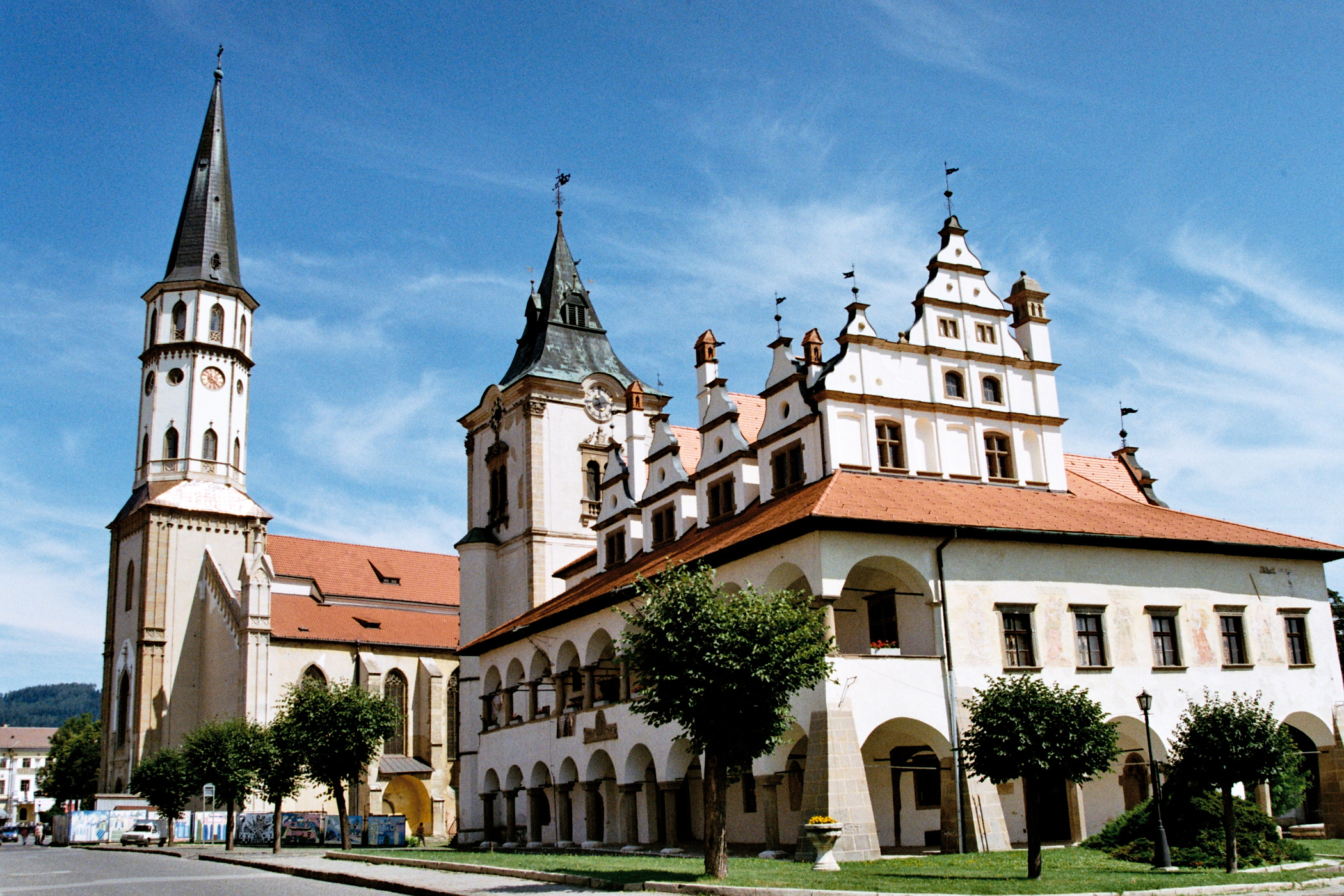
Ратуша та базиліка Святого Якова

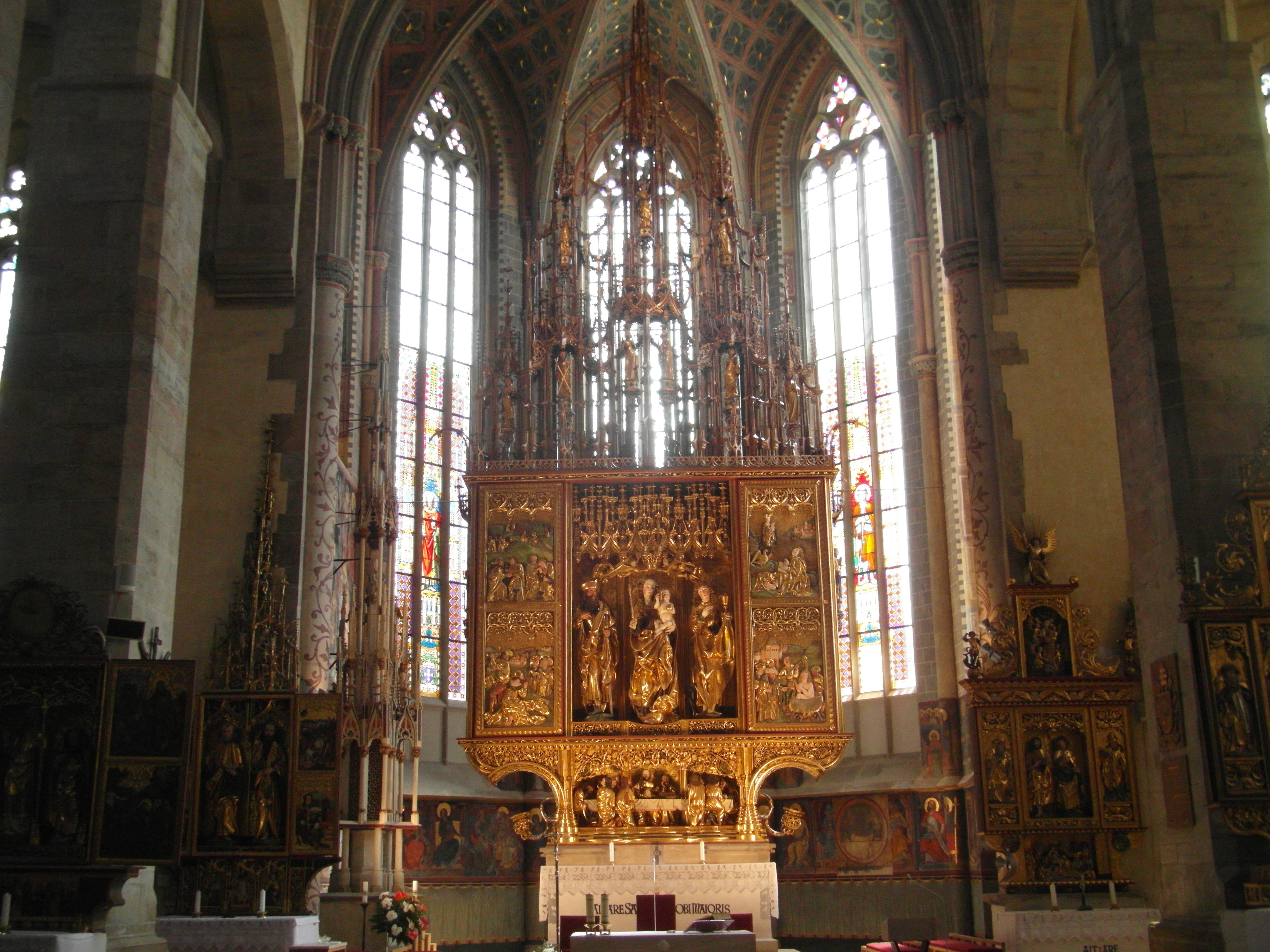
Головний вівтар у базиліці Святого Якова

Старе середньовічне місто Левоча (угорська : Lőcse, німецька : Leutschau) оточена 2,5 км довгих міських стін. Центральний вхід здійснюється через монументальні Кошицькі ворота, а два інших збереглися, а саме Менхард та Польські ворота. Міська площа має три основні пам'ятники:
- Стара Ратуша (XV — XVII століття),
- Лютеранська церква (1837),
- Базиліка Святого Якова.

Площа міста дуже добре збереглася і містить низку історичних будівель, які були будинками місцевої знаті в пізньому середньовіччі. Також на площі помітний кована залізна «Клітка сорому», що датується XVII століттям, що використовувалася для публічного покарання злочинців.
На дошці на одному з будинків є табличка про написання найвідомішого твору Яна Коменського — Orbis Pictus.
У другій за величиною церкві Словаччини, в базиліці Святого Якова з XIV століття є чудовий пізньоготичний дерев'яний різьблений вівтар. Він офіційно вважається найвищим готичний дерев'яним вівтарем у світі. Його висота становить 18,62 метрів і був створений майстром Павлом з Левочі орієнтовно юлизько 1506—1517 років.

## Списька капітула

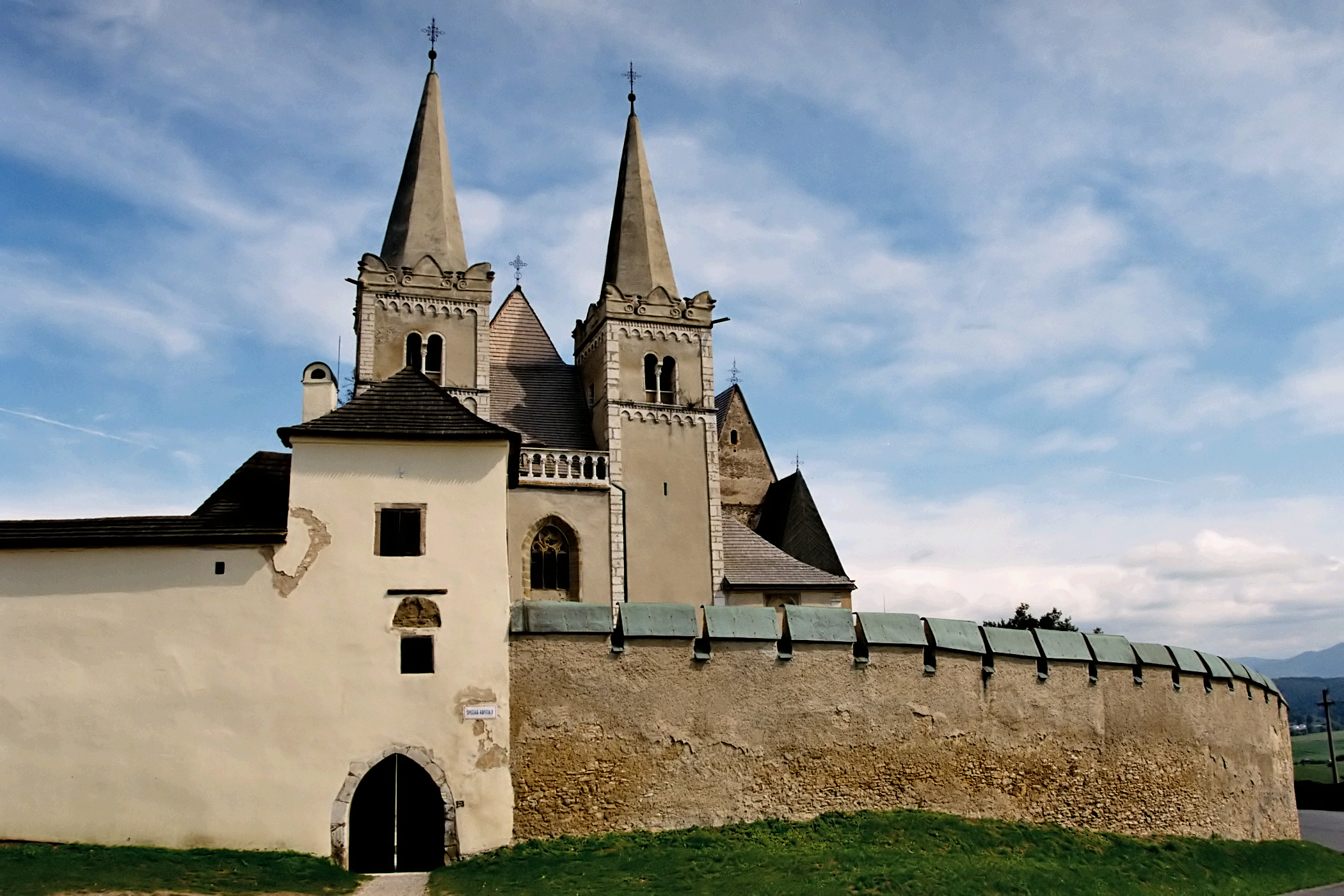
Собор Святого Мартіна

Це церковне містечко винятково добро збереглося і знаходиться недалеко від Списького граду. У містечку розташований собор Святого Мартіна, колишній монастир, семінарія та одна єдина вулиця з 30 будинками.
Всі середньовічні споруди були орієнтовно побудовані у період між 1662 й 1665 роками разом з Верхньою та Нижньою брамами.
Собор був побудований між 1245 і 1273 романським стилем з подальшими готичними добудовами. Це одна з найбільших та найцікавіших романських пам'яток Словаччини. Він містить багато середньовічних різьблених вівтарів і є місцем відпочинку багатьох владик Списького граду. Так, у його настінних розписах з 1317 року зображено коронацію короля Карла І Роберта.

## Фрески в церкві в Жегрі
Церква Святого Духа в Жері була побудована у 1274 році і має збережені настінні розписи ХІІІ–XIV століть.

## Спиське Подградє
Містечко, розташоване біля підніжжя пагорбу Списького граду, містить ряд будинків купців періоду Відродження. У ньому також збереглася одна з небагатьох синагог, що залишилася в регіоні. Проте зараз вона не використовується.

## Галерея

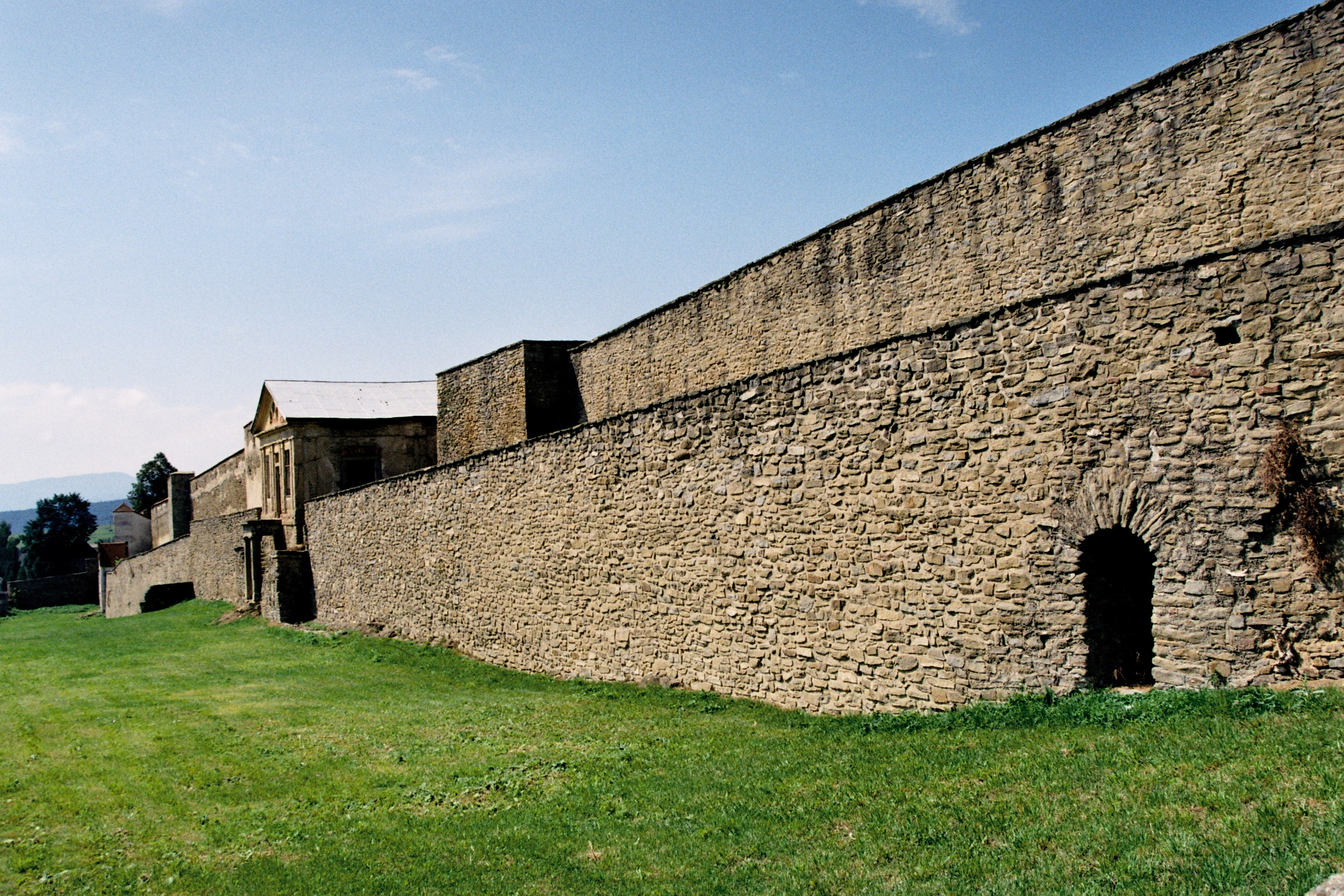
Міські стіни Левоча
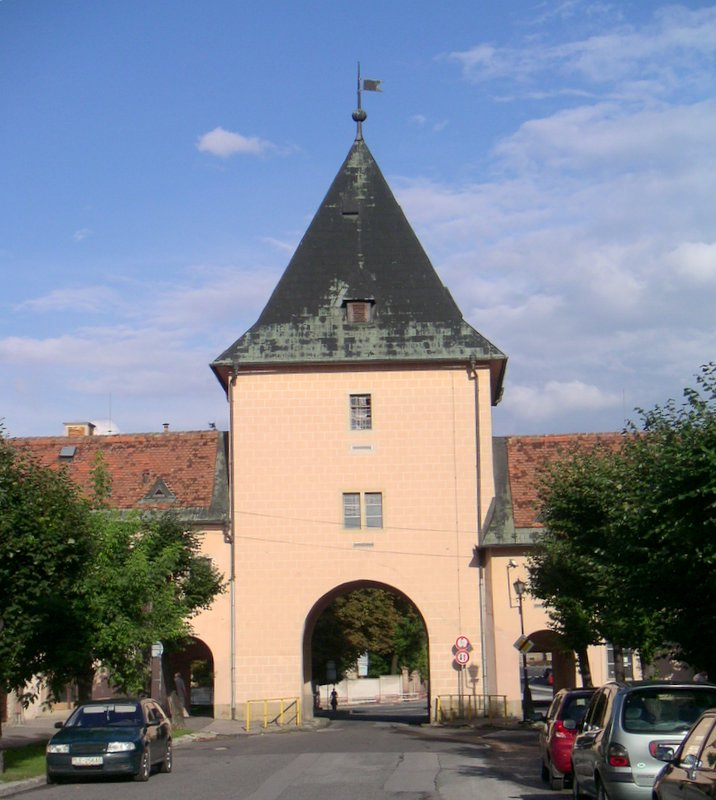
Ворота Кошице в Левочі
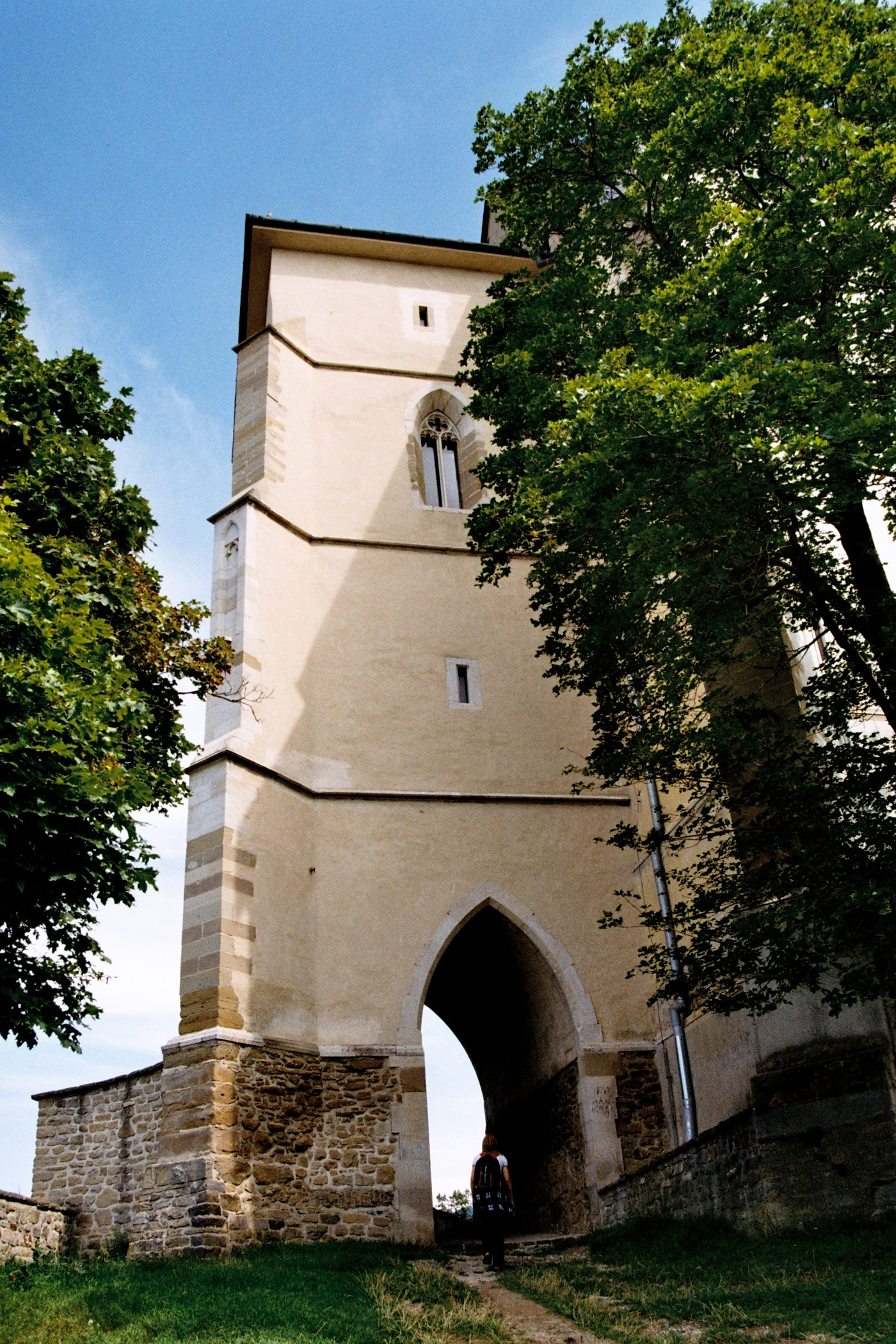
Польські ворота в Левочі
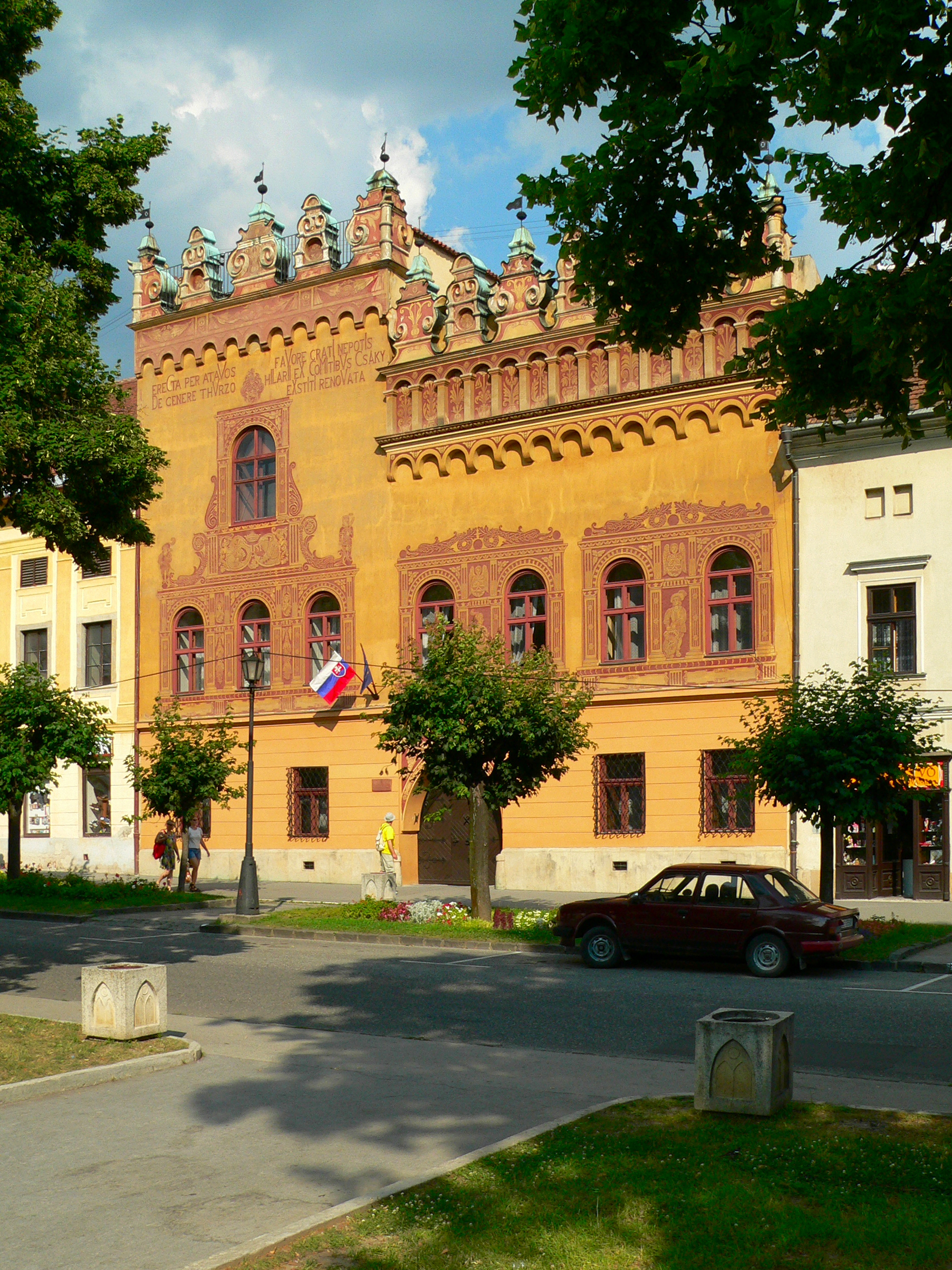
Будинок Турцо в Левочі
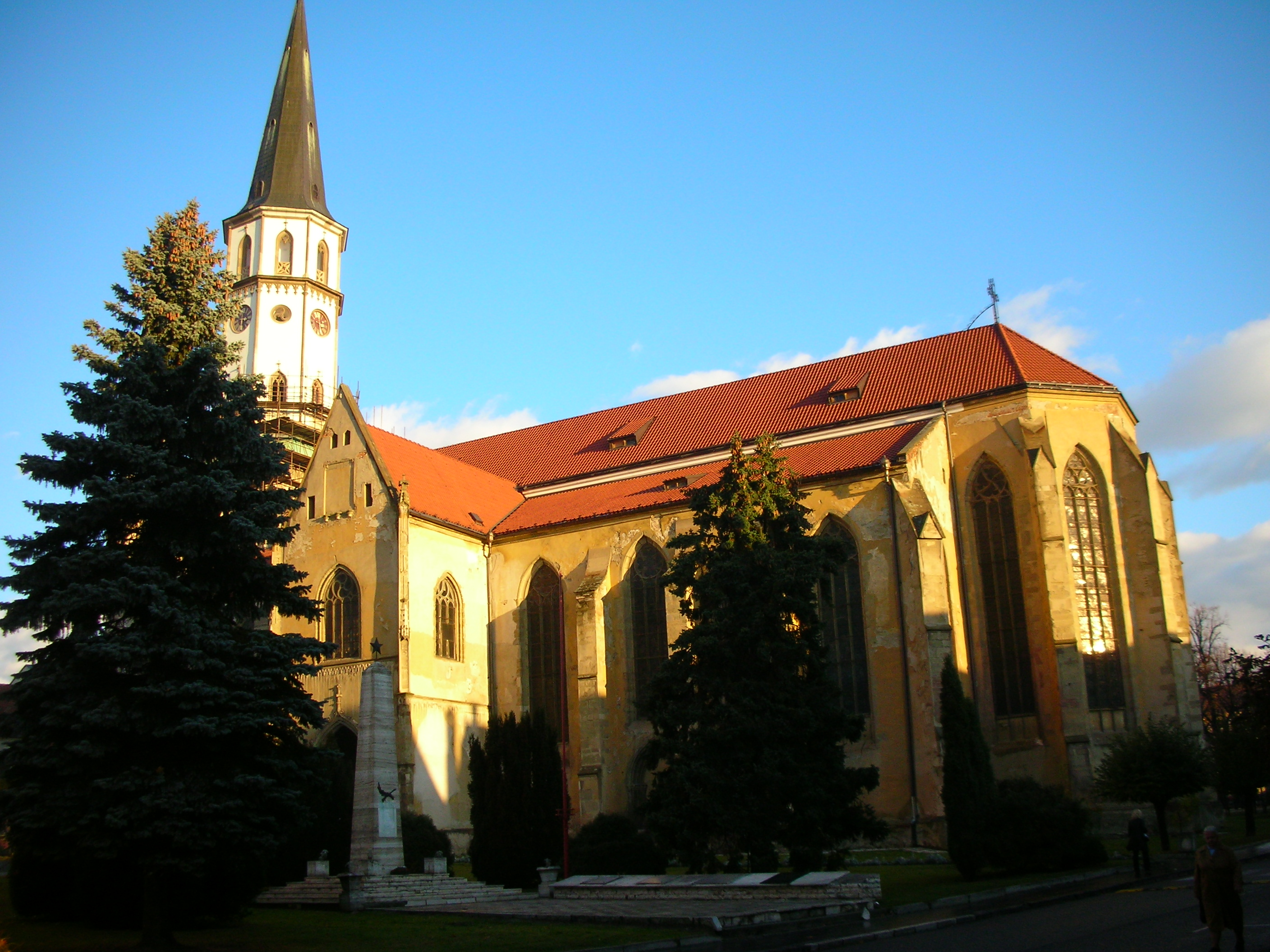
Базиліка Святого Якова в Левочі
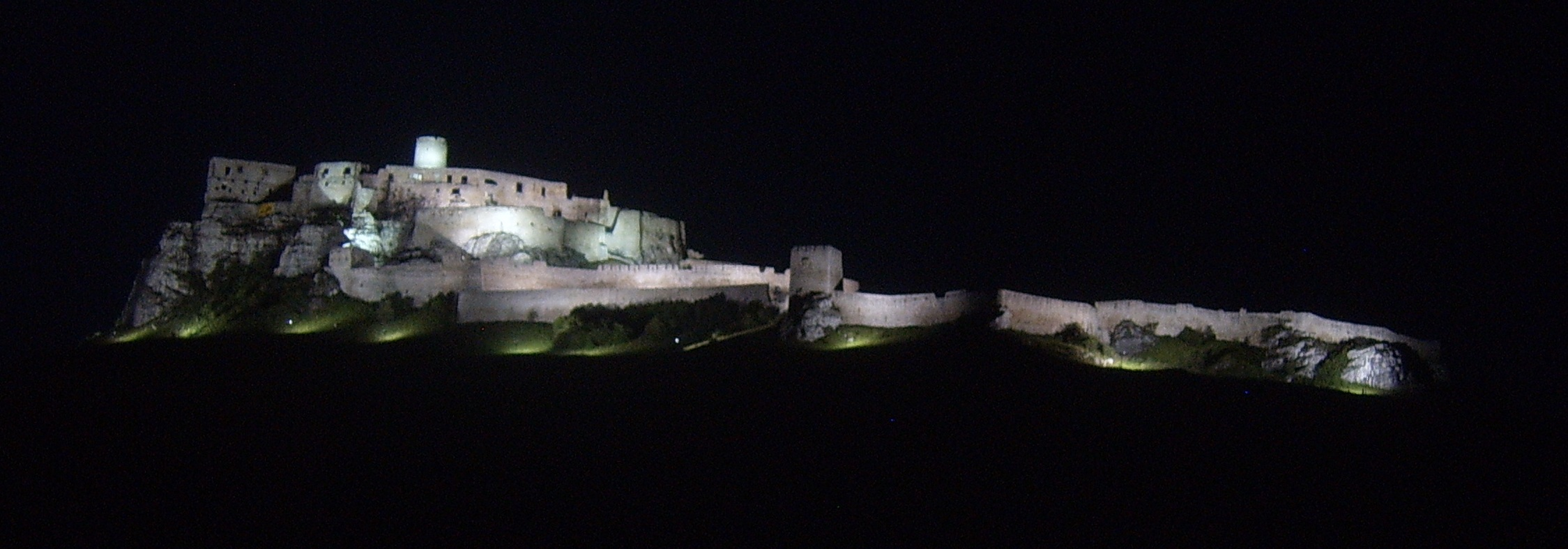
Списький град вночі.
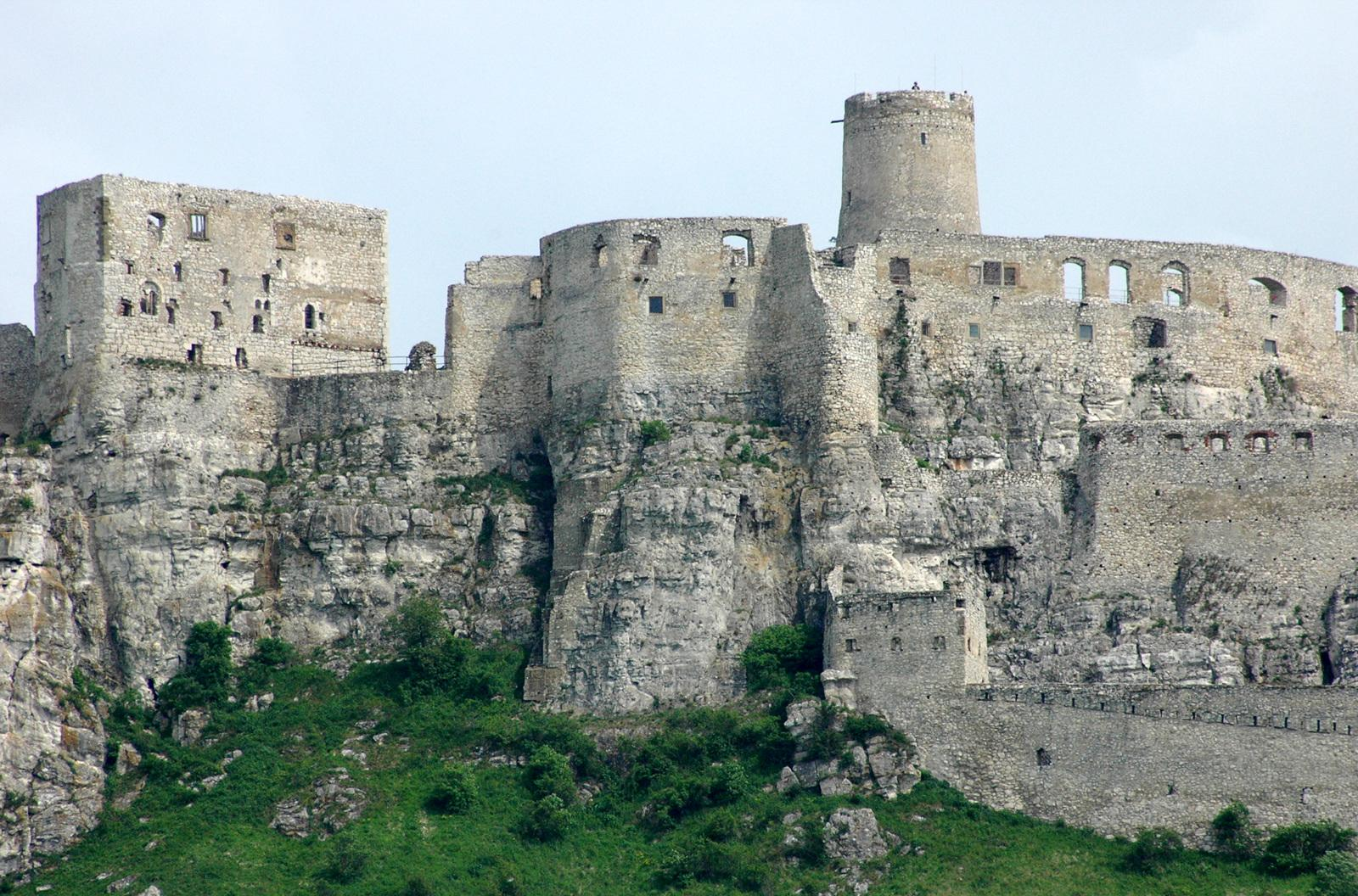
Списький град
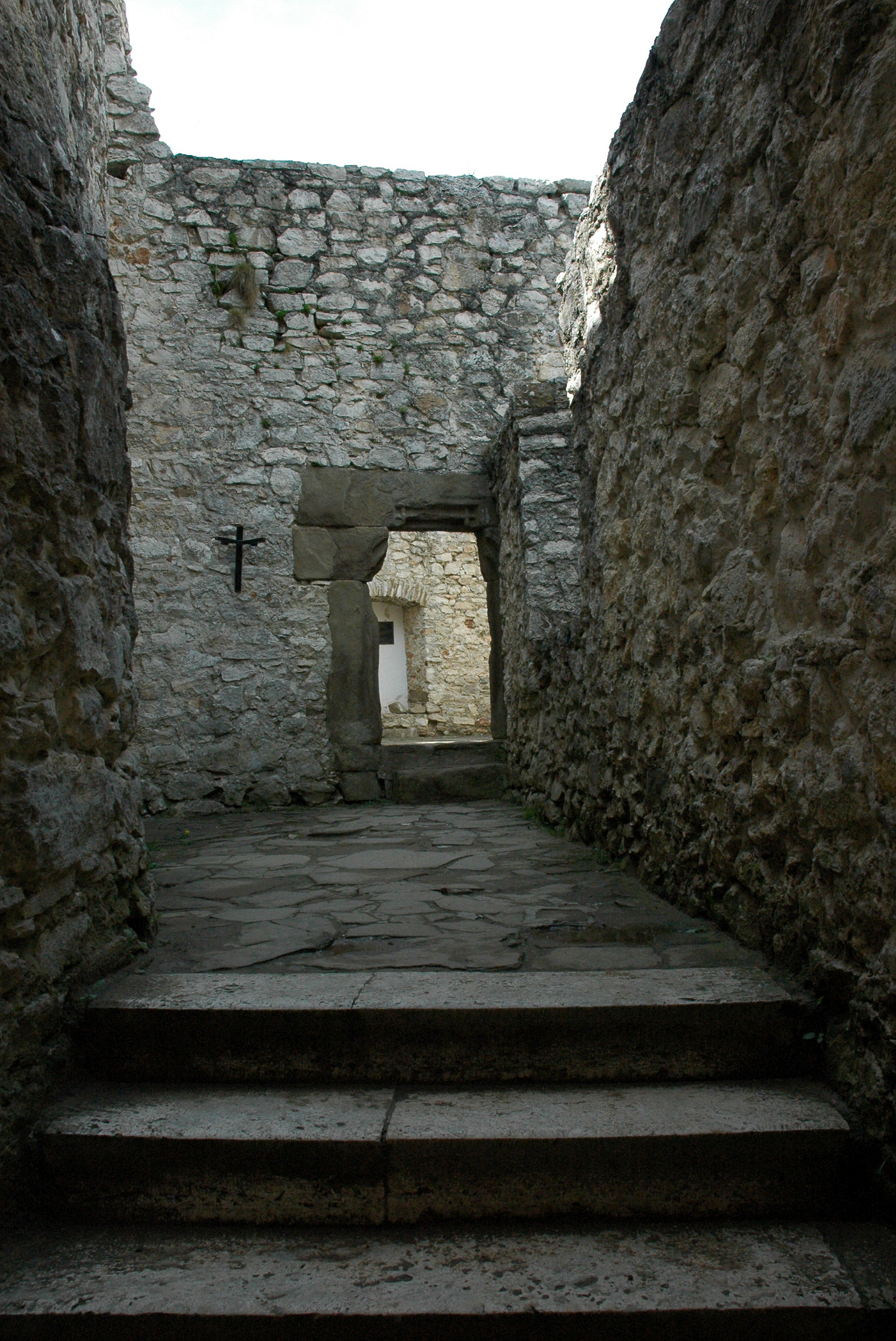
Всередині Списького граду
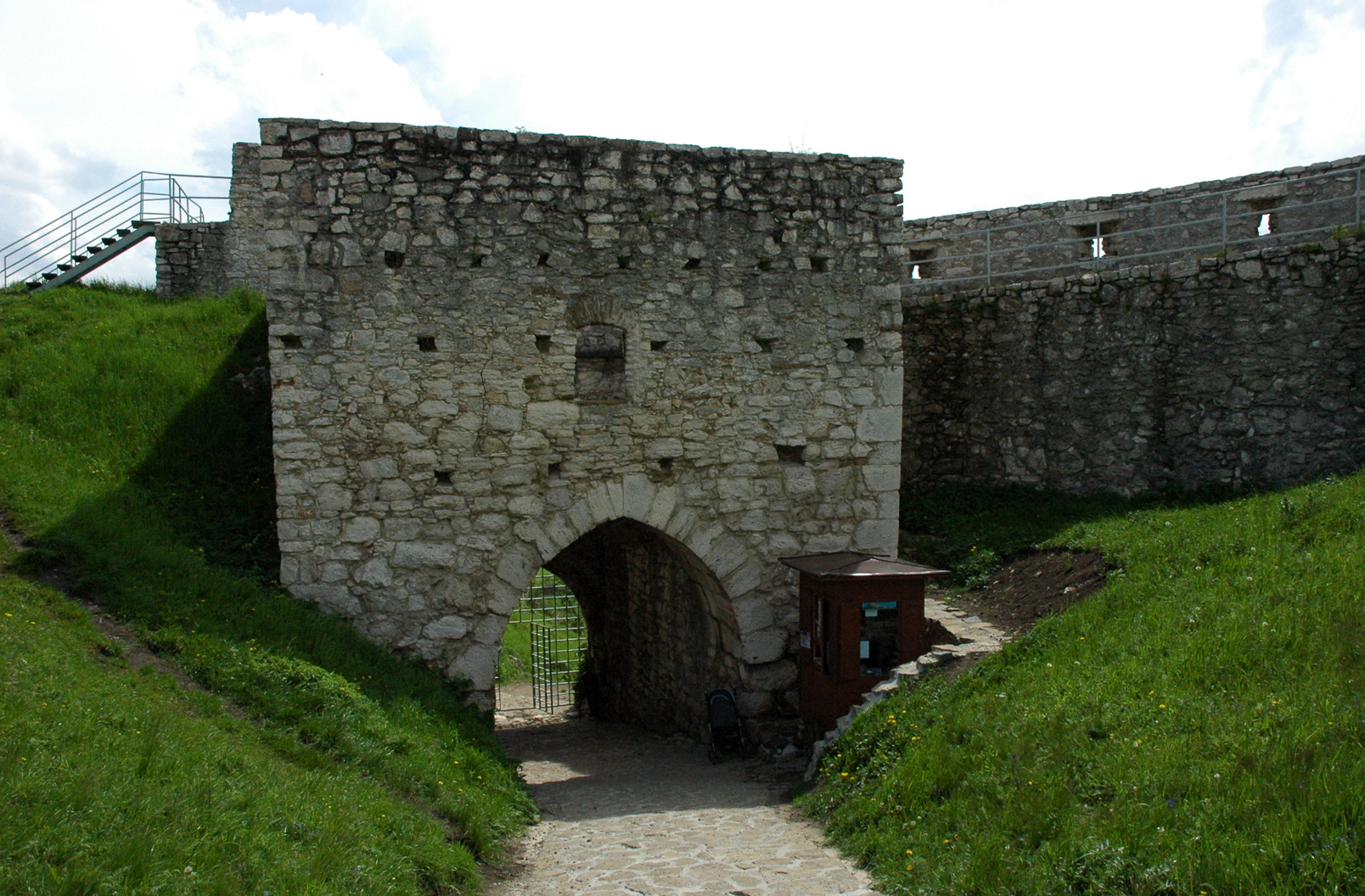
Списький град. Вид на стіну.
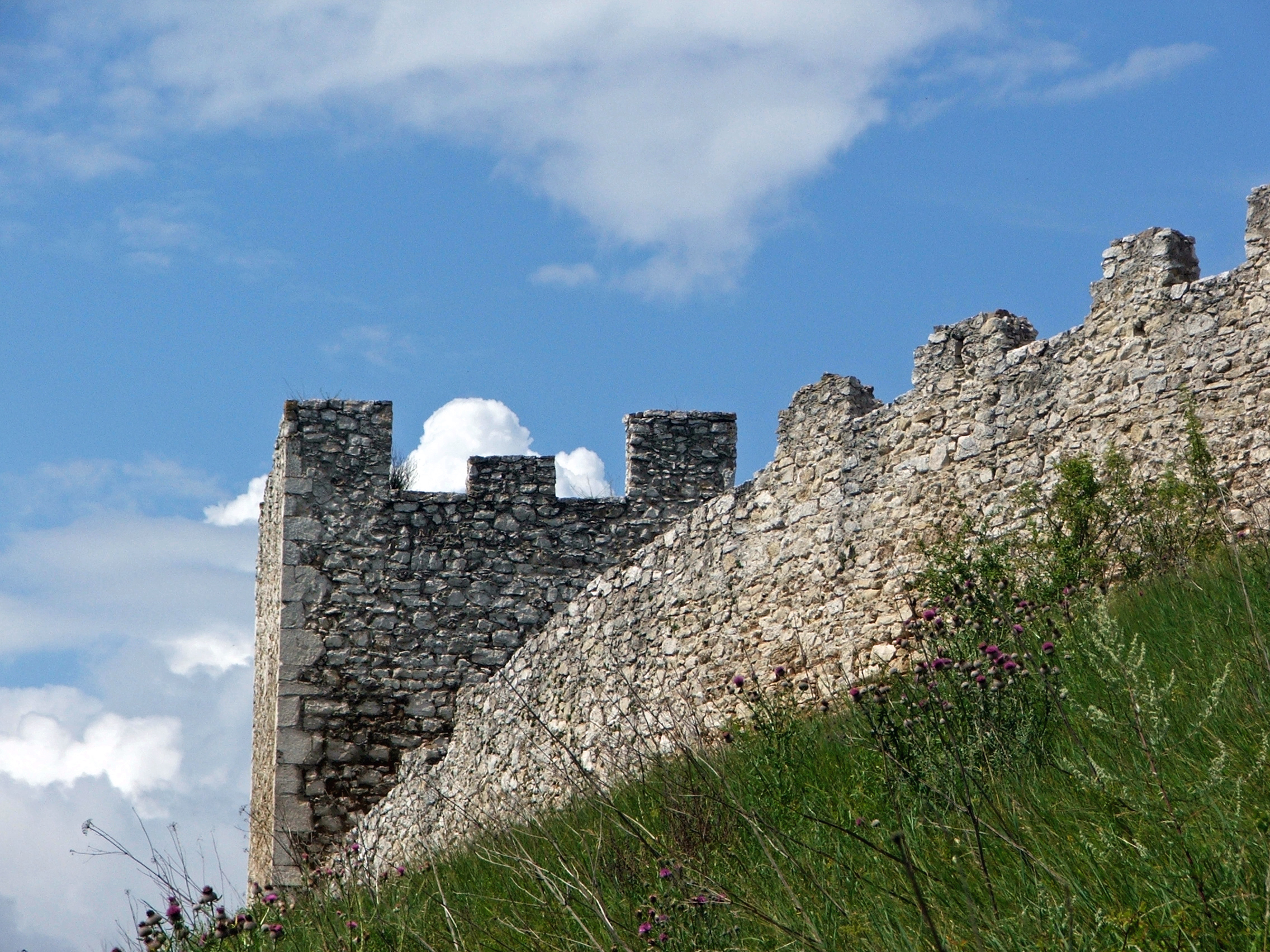
Стіни Списького граду.
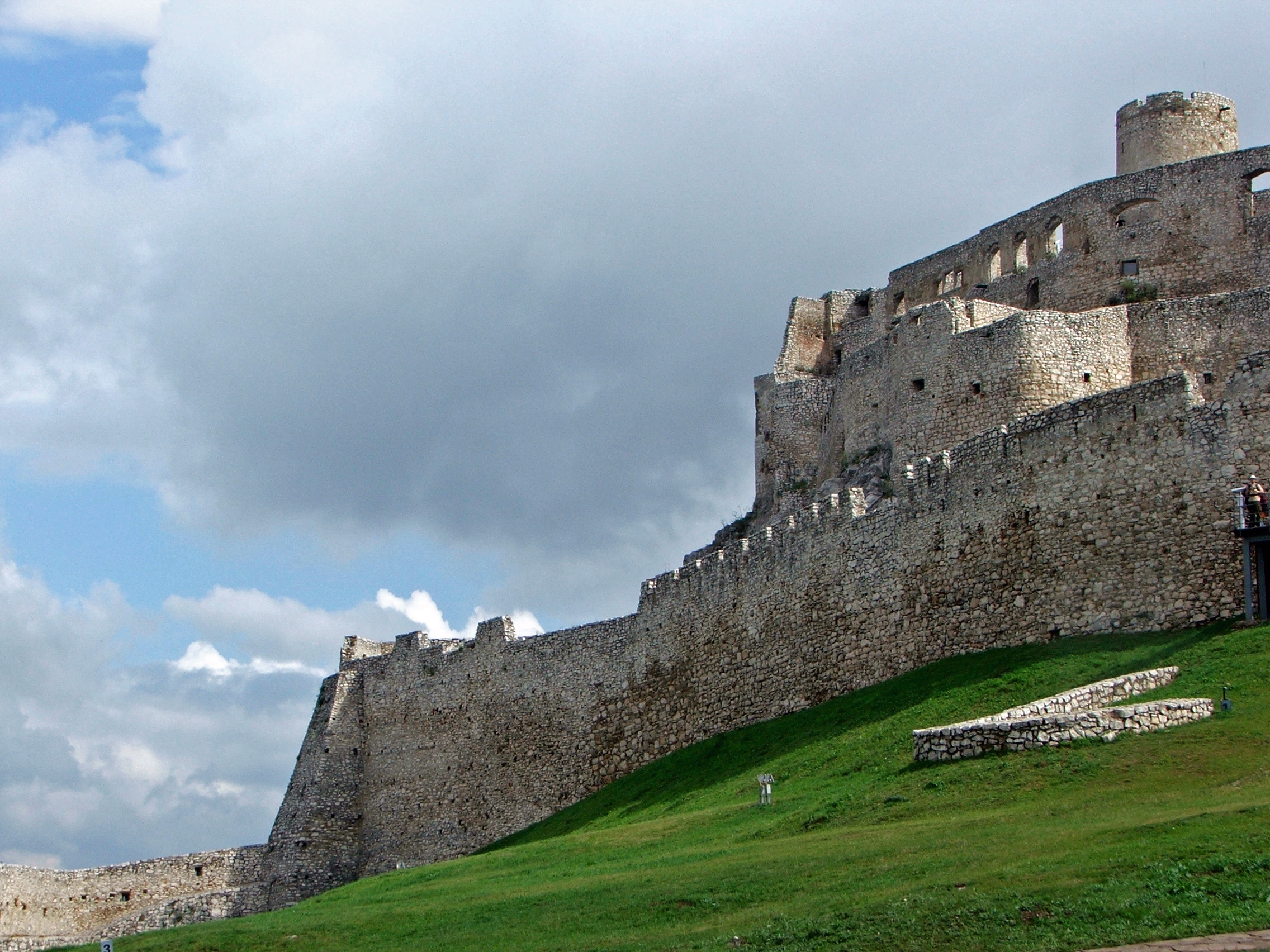
Списький замок
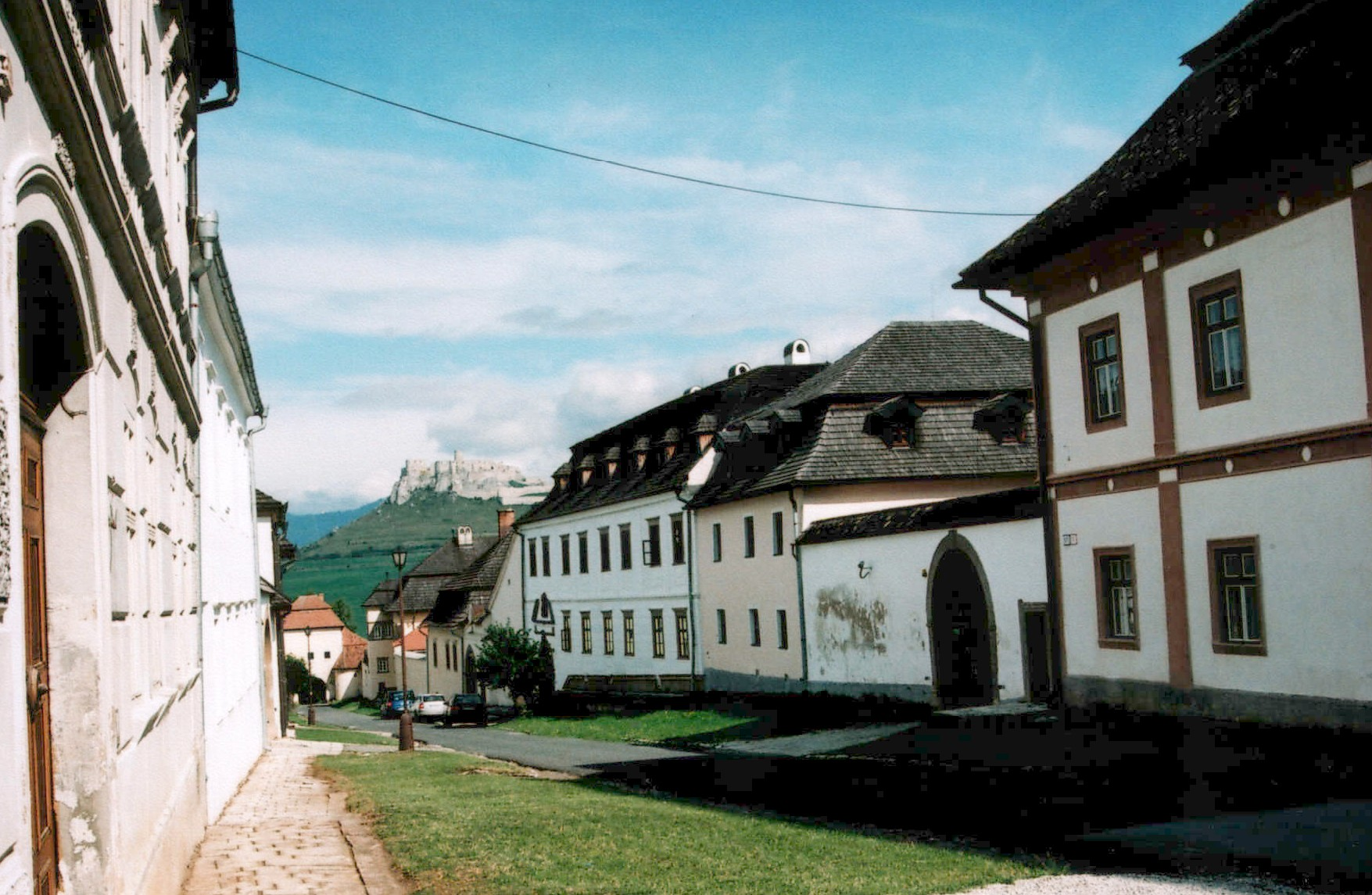
Вулиця в Спиській Капітулі
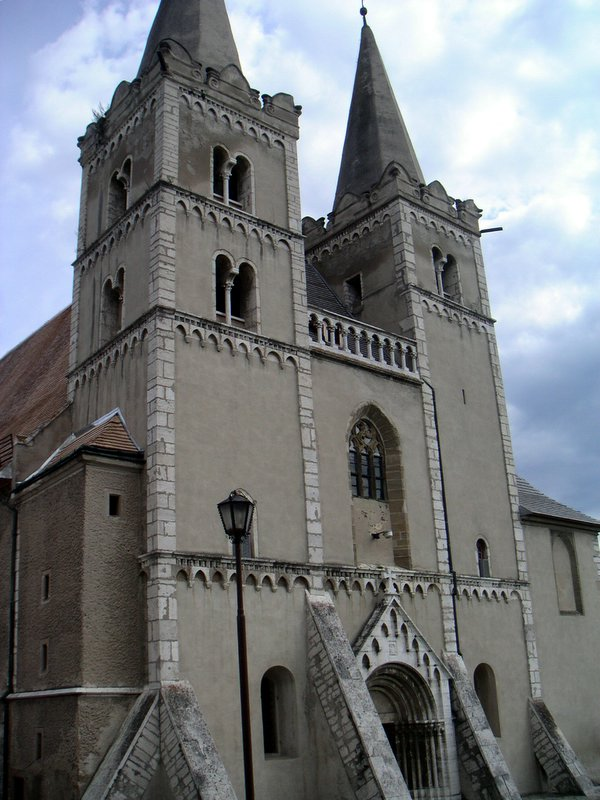
Собор святого Мартіна
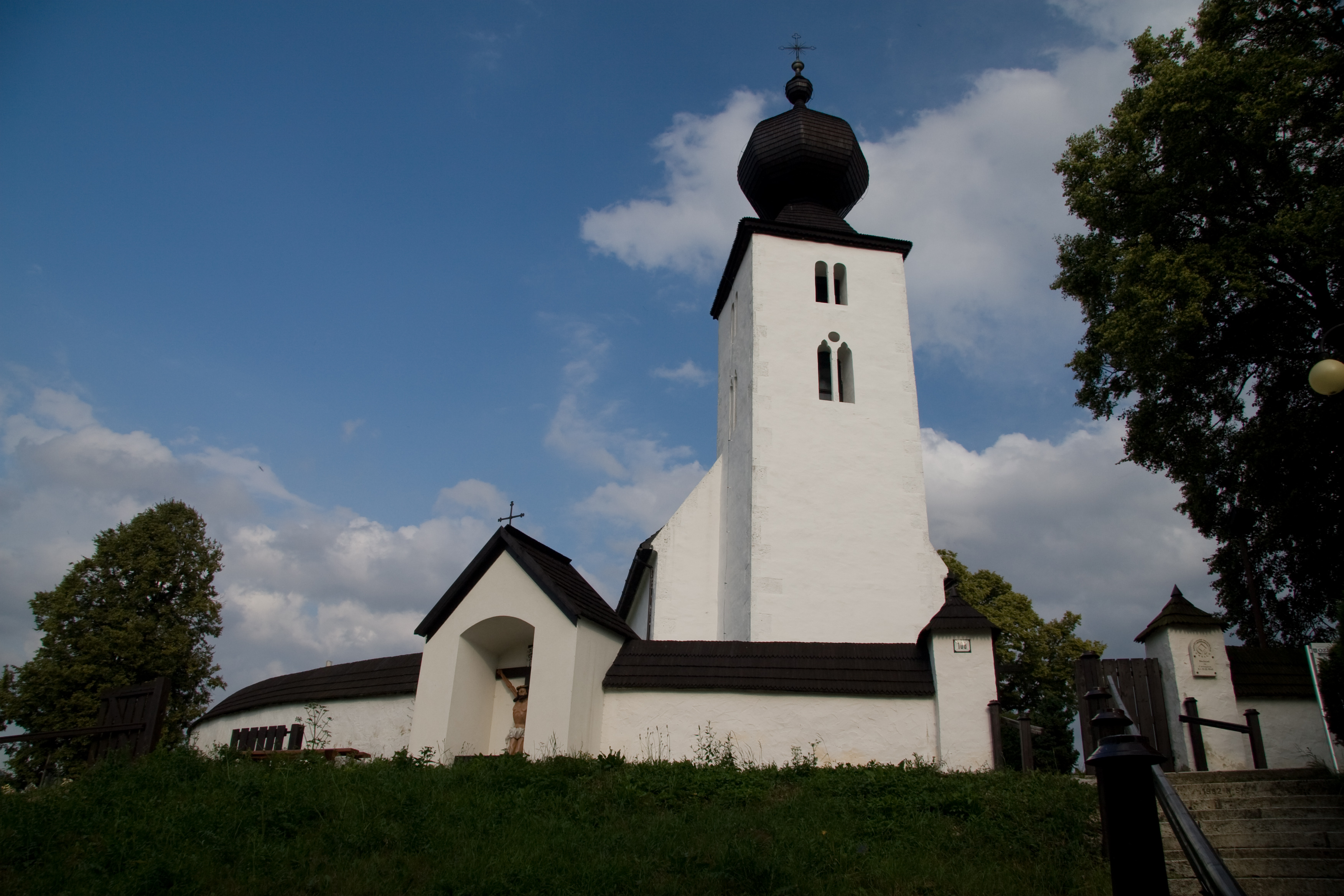
Церква Святого Духа в Жегрі
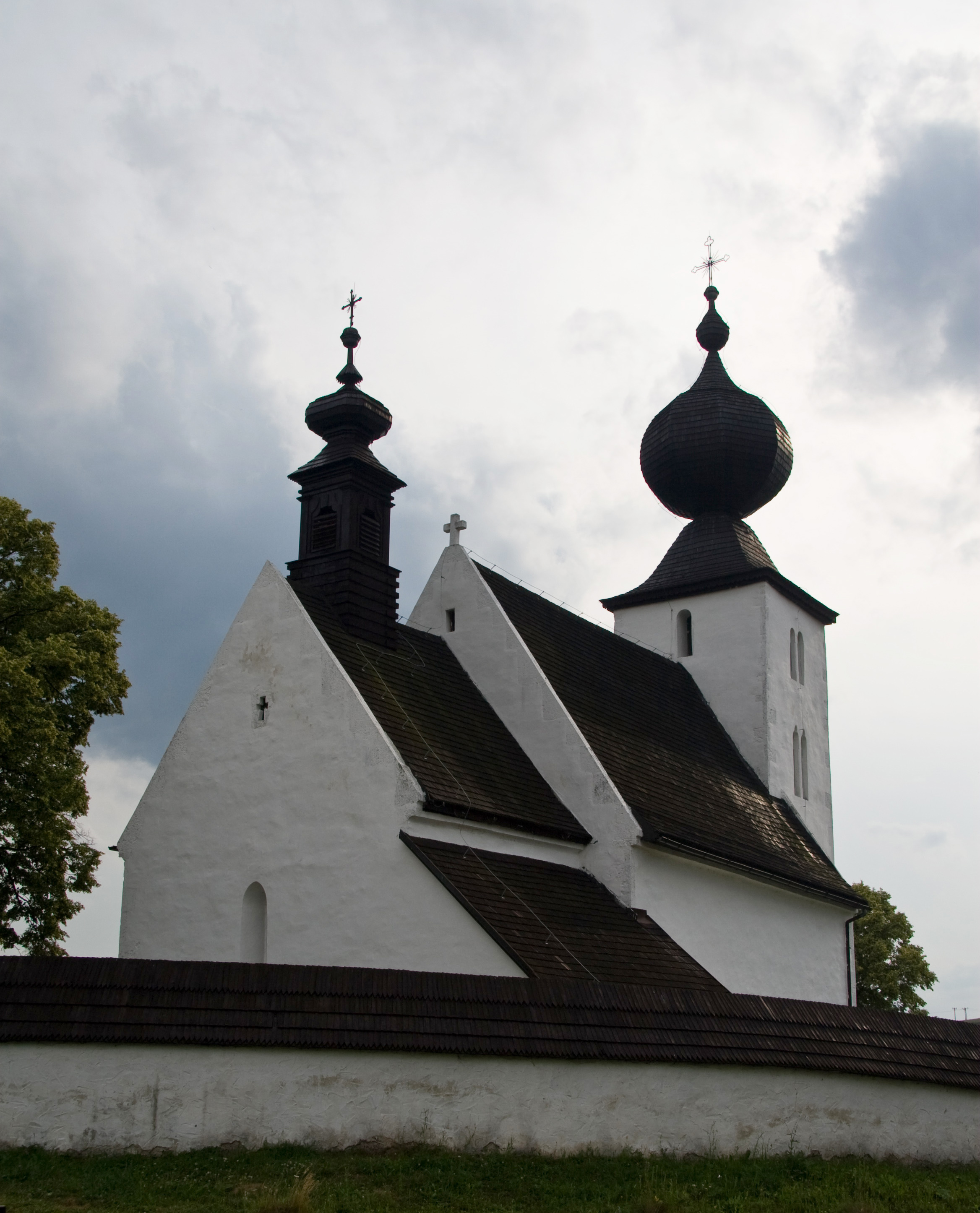
Церква Святого Духа в Жегрі